# Fontaine de la piazza Campitelli
La fontaine de la Piazza Campitelli est située à Rome, dans une position très décentralisée sur cette place étroite et allongée. 

## Histoire
Achevé en 1587 la restauration de l'ancien aqueduc de l'Aqua Alexandrina, appelé depuis Acqua Felice du nom du pape Sixte V, sous le pontificat duquel les travaux ont été achevés, comme cela avait été fait précédemment pour l'Aqua Virgo, les travaux ont commencé sur un embranchement souterrain secondaire du conduit, afin d'assurer l'approvisionnement en eau des zones des collines Viminal et Quirinal, puis à peine desservies, en continuant vers la zone de l'île Tibérine, et il a également été prévu la construction d'un certain nombre de fontaines. 
Elle a été commandée par le pape Sixte V à Giacomo Della Porta, qui a l'a conçue en 1589. C'était une vasque octogonale en travertin, aux côtés alternativement rectilignes et concaves, à l'intérieur de laquelle était placé un deuxième réservoir de la même forme, plus petit mais beaucoup plus profond, qui contenait au centre un bassin circulaire, soutenu par un élégant pilier en forme de calice, d'où l'eau se précipitait.  
L'œuvre était initialement positionnée juste en face de l'entrée de l'église Santa Maria in Portico in Campitelli d'où elle a été déplacée en 1675 à l'occasion de l'agrandissement de l'église elle-même mais aussi parce que, dit-on, le bavardage des gens qui s'arrêtaient autour de la fontaine perturbait les services religieux. 
La seule restauration de l'ouvrage remontait à 1927, par l'architecte Raffaele De Vico. La fontaine a de nouveau été restaurée en 1993. 